# 1642 en santé et médecine
| Années de la santé et de la médecine : 1639 - 1640 - 1641 - 1642 - 1643 - 1644 - 1645    |
| Décennies de la santé et de la médecine : 1610 - 1620 - 1630 - 1640 - 1650 - 1660 - 1670 |

Cet article présente les faits marquants de l'année 1642 en santé et médecine.

## Événements
- En France, l’ordonnance royale de 1642 « préconise la présence d’un chirurgien à bord des navires de guerre[1]. »
- A la fin de  l'année 1642, l'état  de santé de Louis XIII est « tel que c'est un vieillard de  quarante ans qui doit déjà se préparer à mourir : “accès de goutte, crises intestinales, bouffements de ventre qui peuvent faire diagnostiquer une tuberculose intestinale  ou la maladie  de  Crohn, migraines, hémorroïdes le rongent[2].” »
- Crachant fréquemment du sang, Richelieu meurt le 4 décembre 1642, probablement des suites d'une tuberculose pulmonaire, son autopsie ayant révélé des nécroses caséeuses des poumons[3].

## Publications
- Jean-Baptiste Van Helmont (1579-1644)[4] publie Febrium doctrina inaudita[5].